# Colmar (Pennsylvania)
Colmar ist ein vorstädtisches, gemeindefreies Gebiet in Montgomery County in Pennsylvania an der State Route 309 nordöstlich von Lansdale. Der West Branch Neshaminy Creek bildet dessen nördliche Grenze und fließt dann ostwärts in den Neshaminy Creek. Colmar liegt zum Teil im Hatfield Township und zum Teil im Montgomery Township. Es gehört zum North Penn School District und ist Teil des North Penn Valley, dessen Zentrum die Gemeinde Lansdale bildet. Durch seine Lage an der Route 309 und durch seinen Bahnhof der Lansdale/Doylestown Line der SEPTA Regional Rail ist Colmar ein wichtiger Teil des Verkehrs in der Region.